# Xaver Weiss
Xaver Weiss (* 7. Februar 1811 in Waldkirch; † 2. Oktober 1898 in Freiburg im Breisgau) war ein deutscher Verwaltungsbeamter.

## Leben
Xaver Weiss studierte Rechtswissenschaften an der Albert-Ludwigs-Universität Freiburg. 1833 wurde er Mitglied des Corps Suevia Freiburg. 1835 wurde er Rechtspraktikant in Ettenheim und 1843 Amtsassessor in Stockach. 1848 wurde er zum Amtmann befördert und 1849 zum Amtsvorstand des Bezirksamt Blumenfeld ernannt. 1853 wechselte er Amtsvorstand zum Bezirksamt Villingen, wo er 1855 zum Oberamtmann befördert wurde. Von 1865 bis 1867 war er Amtsvorstand des Bezirksamts Gengenbach und von 1867 bis zu seiner Pensionierung 1875 des Bezirksamts St. Blasien. Von 1880 bis 1887 war er Bürgermeister seiner Geburtsstadt Waldkirch. Danach lebte er als Privatmann in Freiburg.